# Vinícius Rangel
Vinícius Rangel Costa (Cabo Frio, Brasil, 26 de maio de 2001) é um ciclista profissional brasileiro que compete com a equipa Movistar Team.
Ele é o primeiro brasileiro desde 2016, quando Murilo Fischer ainda corria em nível profissional, a fazer parte de uma equipe do pelotão World Tour do ciclismo - maior nível da modalidade.

## Trajetória
Depois de destacar no calendário amador espanhol e ser nono na prova em estrada do Mundial sub-23, deu o salto ao profissionalismo em 2022 depois de ter assinado por três anos com Movistar Team. Em maio esteve para perto de conseguir sua primeira vitória na terceira etapa da Boucles de la Mayenne, sendo caçada a fuga da que fazia parte nos últimos metros do percurso. Ao mês seguinte triunfou nos campeonatos nacionais do Brasil após impor-se na prova em estrada e ser terceiro na Campeonato do Brasil de Ciclismo Contrarrelógio, além de levar-se também os dois títulos na categoria sub-23.
No ano de 2024, Vinícius foi escalado por sua equipe e disputou algumas das mais tradicionais provas do ciclismo mundial, como a Strade Bianche, na Itália, e uma prova lendária tida como Monumento (Cycling Monument), a Paris - Roubaix, na França.

## Palmarés
- 2022
  - 3.º no Campeonato do Brasil Contrarrelógio 
  - Campeonato do Brasil em Estrada

## Equipas
- Movistar Team (2022-)